# بريتش (صوغان)
بریتش (بالفارسية: بریچ) هي قرية تقع في إيران في قسم صوغان الريفي. يقدر عدد سكانها بـ 0 نسمة بحسب إحصاء 2016.